# Pedrinho (football, 1957)
Pour les articles homonymes, voir Pedrinho.
Pedro Luís Vicençote, plus connu sous le nom de Pedrinho (né le 22 octobre 1957 à Santo André dans l'État de São Paulo), est un joueur de football international brésilien, qui évoluait au poste de défenseur.
Il est actuellement agent de joueurs.

## Biographie

### Carrière en sélection
Avec l'équipe du Brésil, il dispute 13 matchs (pour un but inscrit) entre 1979 et 1983. Il figure notamment dans le groupe des sélectionnés lors de la Copa América de 1979, son équipe se classant 3e de la compétition.
Il participe également à la coupe du monde de 1982 organisée en Espagne.

## Palmarès
Vasco da Gama
- Championnat de Rio de Janeiro (1) :
  - Champion : 1982.